# Canale
Canale is een gemeente in de Italiaanse provincie Cuneo (regio Piëmont) en telt 5544 inwoners (31-12-2004). De oppervlakte bedraagt 18,0 km², de bevolkingsdichtheid is 308 inwoners per km².

## Demografie
Canale telt ongeveer 2181 huishoudens. Het aantal inwoners steeg in de periode 1991-2001 met 5,0% volgens cijfers uit de tienjaarlijkse volkstellingen van ISTAT.
| Jaar | Inwoneraantal |
| ---- | ------------- |
| 1991 | 4965          |
| 2001 | 5215          |

## Geografie
Canale grenst aan de volgende gemeenten: Castellinaldo, Cisterna d'Asti (AT), Montà, Monteu Roero, Priocca, San Damiano d'Asti (AT), Santo Stefano Roero, Vezza d'Alba.